# You're Living All Over Me
You're Living All Over Me é o segundo álbum de estúdio da banda estadunidense de rock alternativo Dinosaur Jr. Foi lançado em 14 de dezembro de 1987, através da SST Records.

## Lançamento
O álbum foi originalmente publicado quando a banda ainda usava o nome "Dinosaur", antes de uma ação judicial forçá-la a renomear-se para "Dinosaur Jr". A SST Records fez um recall das copias já vendidas deste álbum e imprimiu novas, dessa vez com o nome atualizado da banda.

## Legado
O álbum foi considerado um clássico do rock indie e alternativo. Em 2005, foi classificado em 31ª posição na lista dos 100 maiores álbuns de 1985 a 2005, feita pela revista Spin.

## Faixas
Todas as faixas escritas e compostas por J Mascis. 
| N.º            | Título               | Compositor(es) | Duração |  |
| 1.             | "Little Fury Things" |                | 3:06    |  |
| 2.             | "Kracked"            |                | 2:50    |  |
| 3.             | "Sludgefeast"        |                | 5:17    |  |
| 4.             | "The Lung"           |                | 3:51    |  |
| 5.             | "Raisans"            |                | 3:50    |  |
| 6.             | "Tarpit"             |                | 4:36    |  |
| 7.             | "In a Jar"           |                | 3:28    |  |
| 8.             | "Lose"               | Lou Barlow     | 3:11    |  |
| 9.             | "Poledo"             | Lou Barlow     | 5:43    |  |
| Duração total: | Duração total:       | Duração total: | 36:08   |  |